# Blepharis decussata
Blepharis decussata är en akantusväxtart som beskrevs av Spencer Le Marchant Moore. Blepharis decussata ingår i släktet Blepharis och familjen akantusväxter. Inga underarter finns listade i Catalogue of Life.